# Salmanasar V
Salmanasar V, właśc. Salmanu-aszared V (akad. Salmānu-ašarēd, biblijny Salmanasar, Salmanassar) – król Asyrii, syn i następca Tiglat-Pilesera III; według Asyryjskiej listy królów panować miał przez 5 lat. Jego rządy datowane są na lata 726-722 p.n.e.

## Imię
Rodzime, akadyjskie imię tego władcy brzmi Salmānu-ašarēd i znaczy „Bóg Salmanu jest pierwszy/najważniejszy”. W transliteracji z pisma klinowego zapisywane ono było zazwyczaj mdSILIM-ma-nu-MAŠ lub mSILIM-man-MAŠ. Imię to było oficjalnym imieniem tego władcy, przyjętym przez niego po objęciu tronu asyryjskiego. Wcześniej znany był on pod imieniem Ulūlāju lub Ulūlāja, które nadano mu przy narodzeniu. Znaczy ono dosłownie „Urodzony w ulūlu (tj. w szóstym miesiącu kalendarza asyryjskiego, odpowiadającym sierpniowi-wrześniowi kalendarza gregoriańskiego)”. Pod tym właśnie imieniem, a nie oficjalnym imieniem tronowym, Salmanasar V występuje też niekiedy w późniejszych źródłach pisanych. W Kanonie Ptolemeusza kryje się on pod imieniem Iloulaios, które wydaje się być zniekształconą formą imienia Ulūlāju.
W Biblii, w której władca ten wzmiankowany jest w 2 Księdze Królewskiej, jego imię Salmānu-ašarēd uległo zniekształceniu i zapisywane było w następujący sposób:
| imię Salmānu-ašarēd w zapisie biblijnym  | miejsce w Biblii          | miejsce w Biblii            |
| imię Salmānu-ašarēd w zapisie biblijnym  | 2 Krl 17:3                | 2 Krl 18:9                  |
| ---------------------------------------- | ------------------------- | --------------------------- |
| zapis hebrajski w Kodeksie Leningradzkim | שַׁלְמַנְאֶסֶר /shal·man·'e·ser/ | שַׁלְמַנְאֶסֶר /shal·man·'e·ser/   |
| zapis grecki w Septuagincie              | σαλαμανασαρ /salamanasar/ | σαλαμανασσαρ /salamanassar/ |
| zapis łaciński w Wulgacie                | Salmanassar               | Salmanassar                 |

W polskich przekładach Biblii imię tego władcy zapisywane jest zwykle Salmanasar lub Salmanassar:
| Biblia gdańska           | Salmanasar  | Salmanaser  |
| Biblia poznańska         | Salmanasar  | Salmanasar  |
| Biblia warszawsko-praska | Salmanassar | Salmanassar |
| Biblia Tysiąclecia       | Salmanassar | Salmanassar |
| Biblia warszawska        | Salmanasar  | Salmanasar  |
| Przekład Nowego Świata   | Salmanasar  | Salmanasar  |

## Ululaju – następca tronu
„Do króla, pana mego, sługa twój Ululaju. Królowi, panu memu, niechaj bardzo dobrze się wiedzie! Asyria ma się dobrze, świątynie mają się dobrze, wszystkie twierdze królewskie mają się dobrze. Niechaj serce króla, mego pana, będzie bardzo szczęśliwe!”.

Salmanasar V jest jednym z niewielu władców asyryjskich, o których przetrwały informacje z czasów, gdy był jeszcze następcą tronu. W Kalchu odnaleziono pięć listów, które wysłał on (jako Ululaju) do swego ojca, króla Tiglat-Pilesera III. Z ich treści wynika, iż na Ululaju, jako na następcy tronu, spoczywały różne obowiązki. Jednym z nich było uzupełnianie pałacowych zapasów w lód, który zbierany był w górach i transportowany do Kalchu rzeką na tratwach:
„36 ładunków lodu samemu, własnymi rękoma rzeką w drogę wysłałem. W mojej obecności (lód) został pokruszony, zebrany i pod nadzorem Ubru-Nergala, urzędnika ša qurbūti, do króla, pana mego wysłany”.
Z innego listu wiadomo, iż odpowiadał on za bezpieczeństwo królowej w trakcie jej podróży. Sprawował też kontrolę nad zagranicznymi wysłannikami w ich drodze do asyryjskiej stolicy.
Jako następca tronu Ululaju zajmował w hierarchii ważności drugie miejsce po królu i podporządkowani mu byli nawet najważniejsi asyryjscy urzędnicy, tacy jak turtannu (naczelny dowódca wojsk) czy rab szake (wielki podczaszy).

## Panowanie
Tiglat-Pileser III zmarł śmiercią naturalną w miesiącu ṭebētu (grudzień-styczeń), na przełomie 727 i 726 r. p.n.e. Jeszcze w tym samym miesiącu Salmanasar V przejął po nim tron, by przez następne 5 lat panować nie tylko jako król Asyrii, ale i Babilonii, podbitej jeszcze przez jego ojca. Jako „Ululaju (z) dynastii z Aszur” (mÚ-lu-la-a-a BALA BAL.TIL) Salmanasar V wymieniony jest w Babilońskiej liście królów A, która podaje, iż panować miał on nad Babilonią przez 5 lat.
O krótkich rządach Salmanasara V wiadomo jest bardzo mało, gdyż pozostawił po sobie bardzo niewiele własnych inskrypcji. Według asyryjskiej kroniki eponimów poprowadził co najmniej cztery wyprawy wojenne, ale ich cele – z powodu uszkodzenia tekstu – nie są znane. Według przekazu biblijnego (2 Krl 17:3-6) najechać miał królestwo Izraela. Powodem wojny miała być polityka Ozeasza, króla Izraela, który odmówił płacenia trybutu Asyrii i sprzymierzył się z Egiptem. W odpowiedzi Salmanasar V zaatakował królestwo Izraela, pojmał Ozeasza i po trzyletnim oblężeniu zdobył stolicę kraju Samarię:
„Przeciwko niemu [tj. Ozeaszowi] wyruszył Salmanassar, król asyryjski, a Ozeasz poddał się mu i płacił mu daninę. Lecz król asyryjski wykrył spisek Ozeasza. Ozeasz bowiem wysłał posłów do króla egipskiego, So, i nie przysyłał daniny królowi asyryjskiemu, jak każdego roku. Wtedy król asyryjski pojmał go i zamknął w więzieniu. Król asyryjski najechał cały kraj, przyszedł pod Samarię i oblegał ją przez trzy lata. W dziewiątym roku [panowania] Ozeasza król asyryjski zdobył Samarię i zabrał Izraelitów w niewolę do Asyrii, i przesiedlił ich do Chalach, nad Chabor – rzekę Gozanu, i do miast Medów”.
Zdobycie Samarii przez Salmanasara V wzmiankowane jest również w jednej z kronik nowobabilońskich. Data tego wydarzenia nie jest pewna, ale uczeni zwykle przyjmują, iż upadek tego miasta nastąpił w 722 roku p.n.e., na krótko przed śmiercią tego władcy. Salmanasar V rozpoczął również oblężenie Tyru, ale upadek tego miasta nastąpił już za panowania jego następcy, Sargona II. Za rządów Salmanasara V utworzone zostały też najprawdopodobniej trzy nowe asyryjskie prowincje: Que, Sam’al i Samerina.

## Banitu – królewska małżonka
Małżonką Salmanasara V była królowa Banitu. Dwa należące do niej przedmioty, opatrzone inskrypcją „Banitu, królowa Salmanu-aszareda”, odkryto w grobowcu II w Kalchu pośród przedmiotów należących do Atalii, małżonki Sargona II. Znalazły się one w posiadaniu tej ostatniej najprawdopodobniej po tym, jak jej mąż odsunął Salmanasara V od władzy.

## Zabytki
Z czasów panowania Salmanasara V pochodzi odnaleziony w Pałacu Północno-zachodnim w Kalchu zestaw ośmiu odważników z brązu w kształcie lwów. Każdy z nich nosi inskrypcję „Pałac Salmanu-aszareda, króla Asyrii”. Znany jest również fragment cegły z inskrypcją Salmanasara V dotyczącą jego prac budowlanych w mieście Apku.

## Śmierć
Okoliczności towarzyszące śmierci Salmanasara V i przejęciu tronu asyryjskiego w 722 roku p.n.e. przez Sargona II, najprawdopodobniej jego brata nie są znane, aczkolwiek wiele wskazuje na to, iż dojść musiało do przewrotu pałacowego. W jednej ze swych inskrypcji Sargon II przedstawia bowiem swego poprzednika jako ciemiężyciela ludu asyryjskiego, który nałożył ciężkie podatki na mieszkańców miasta Aszur, tradycyjnie zwolnionych  od ich płacenia:
„Aszur, uprzywilejowane miasto (mej) władzy króle[wskiej], stare [miasto ...], główne centrum kultowe, które bóg Aszur, jego pan, wybrał na centr[um swej władzy], niemające sobie równego, którego lud ni[gd]y nie znał pracy przymusowej ani podatków. Ale Sal[manasar], który nie bał się króla świata, popełnił świętokradztwo w tym mieście, na lud swój nałożył pracę przymusową i podatki (...). Pan bogów, w gniewie swego serca, obalił jego rządy i [wyznaczył] mnie, Sargona, na króla [Asyrii]”.